# Diócesis de Wote
La diócesis de Wote (en latín: Dioecesis Votensis, en inglés: Roman Catholic Diocese of Wote y en suajili: Jimbo Katoliki la Wote) es una circunscripción eclesiástica de la Iglesia católica en Kenia. Se trata de una diócesis latina, sufragánea de la arquidiócesis de Nairobi. Desde el 22 de julio de 2023 su obispo electo es Paul Kariuki Njiru.

## Territorio y organización
La diócesis tiene 8009 km² y extiende su jurisdicción sobre los fieles católicos de rito latino residentes en el condado de Makueni de la extinta (desde 2013) provincia Oriental.
La sede de la diócesis se encuentra en la ciudad de Wote, en donde se halla la Catedral de San José Obrero.
En 2023 en la diócesis existían 31 parroquias.

## Historia
La diócesis fue erigida el 22 de julio de 2023 por el papa Francisco, derivando su territorio de la diócesis de Machakos.

## Estadísticas
Según el Boletín de la Sala stampa de la Santa Sede en 2023 la diócesis tenía un total de 388 946 fieles bautizados.
| Año                                                 | Población            | Población | Población      | Sacerdotes | Sacerdotes    | Sacerdotes    | Bautizados por sacerdote | Diáconos permanentes | Religiosos | Religiosos | Parroquias |
| Año                                                 | Bautizados católicos | Total     | % de católicos | Total      | Clero secular | Clero regular | Bautizados por sacerdote | Diáconos permanentes | Varones    | Mujeres    | Parroquias |
| --------------------------------------------------- | -------------------- | --------- | -------------- | ---------- | ------------- | ------------- | ------------------------ | -------------------- | ---------- | ---------- | ---------- |
| 2023                                                | 388 946              | 987 653   | 39.4           | 99         | 90            | 9             | 3928                     | 3                    | ?          | ?          | 31         |
| Fuente: Boletín de la Sala stampa de la Santa Sede. |                      |           |                |            |               |               |                          |                      |            |            |            |

## Episcopologio
- Paul Kariuki Njiru, desde el 22 de julio de 2023